# Ctonias
Se llaman ctonias a las fiestas en honor de Céres Ctonia que celebraban los Hermionios todos los años. 
La procesión sagrada empezaba por los sacerdotes, los magistrados, los hombres, mujeres y hasta los niños, todos ellos ataviados con trajes blancos, ceñidas sus cabezas con coronas de flores llamadas comosandalon. Seguían detrás cuatro terneras destinadas a actuar como víctimas. Al llegar la procesión al templo, se desliaba una becerra que se hacía entrar en el templo, cerrándose su puerta al instante. Cuatro mujeres ancianas puestas en derredor de la víctima, la golpeaban y la herían. 
Se practicaba la misma ceremonia con cada una de las tres becerras restantes, siendo lo más notable, dice Pausanias, que se tenía cuidado de que las tres últimas víctimas cayesen del  mismo lado que la primera. Las mujeres ancianas no podían ver la verdadera efigie de la diosa que se hallaba en el interior del templo. Otros autores añaden que el toro más feroz se domesticaba como un cordero dejándose conducir al altar por las matronas. Opinan algunos que estas solo inmolaban las tres últimas víctimas mientras la primera era inmolada por cuatro hombres de edad avanzada. 